# Toby Erickson
Toby Richard Erickson (ur. 20 lipca 1991) – amerykański zapaśnik walczący w stylu klasycznym. Brązowy medalista mistrzostw panamerykańskich w 2016. Jedenasty na igrzyskach wojskowych w 2019. Trzeci na MŚ juniorów w 2011 roku.
Zawodnik Boise State University i Northern Michigan University.